# Немає
Немає (пол. Nie ma)– збірник репортажів Маріуша Щигеля. Книга опублікована 2018 року у видавництві «Доводи на існування» , відзначена літературною премією «Ніке» 2019 року як від журі, так і від читачів .
У книзі йдеться про різні типи порожнечі , репортажі об’єднані темою браку – смерті, трауру, відходу з життя .
За словами Аґнєшки Варнке, репортер створює тут «щось на зразок метафізичного театру слів, у якому відсутність стає уроком існування» . На її думку, ця позиція «перевіряє репортажність інших форм наративу» . Марек Залеський сказав: «Книга Щигеля є гібридом, химерою, яка часто залишається антиподом цілісної історії» .
Книгу також називають збіркою нехудожніх оповідань .